# آهنگ‌های فراموش‌شده
آهنگ‌های فراموش‌شده عنوان نخستین مجموعه شعر احمد شاملو است که با مقدمه‌ای از ابراهیم دیلمقانیان به سال ۱۳۲۶ خورشیدی منتشر شد. بعدها شاملو از نشر دوباره این دفتر شعر خودداری کرد.

## دربارهٔ این کتاب
این دفتر نخستین مجموعه شعر شاملوست که شامل اشعار نیمایی، سپید و سنتی است. این مجموعه چنان‌که شاعر خود در عنوان آن پیش‌بینی کرده بود ماندگار نبود و در جهان شعری شاملو فاقد اهمیت و اعتبار است، اما از این نظر که نخستین نمونه‌های شعر سپید فارسی در آن یافت می‌شود اهمیت دارد.